# Port lotniczy Henry E. Rohlsen
Port lotniczy Henry E. Rohlsen – port lotniczy zlokalizowany w Christiansted (Wyspy Dziewicze Stanów Zjednoczonych), na wyspie Saint Croix.

## Linie lotnicze i połączenia
- American Airlines (Miami)
  - American Eagle obsługiwany przez Executive Airlines (San Juan)
- Cape Air (St. Thomas, San Juan)
- Coastal Air (Anguilla, Dominica, Nevis, St. Barths, St. Eustatius)
- Delta Air Lines (Atlanta)
  - Delta Connection obsługiwany przez Pinnacle Airlines (Atlanta)
- LIAT (Antigua, St. Maarten)
- Seaborne Airlines (St. Thomas, San Juan-Isla Grande)
- Seaflight (St. Thomas)
- US Airways (Charlotte) [sezonowe]
- Vieques Air Link (Vieques)